# Gemeinde Rožaje
Die Gemeinde Rožaje (montenegrinisch Општина Рожаје Opština Rožaje) ist eine Gemeinde in Montenegro. Der Verwaltungssitz ist der Hauptort Rožaje. Sie ist Teil der Region Sandžak.

## Geografie
Rožaje Gemeinde befindet sich die bergige Region nordöstlichen Region von Montenegro an der Grenze zu Serbien und Kosovo. Rožaje breitet sich an den Ufern des Flusses Ibar, in der Nähe seiner Quelle, auf einer Höhe von 1000 Metern. Der Berg Hajla befindet sich in der Gemeinde.

## Bevölkerung
Die Stadt Rožaje ist das administrative Zentrum der Gemeinde Rožaje, die insgesamt 22.964 Einwohner hat. Die Stadt Rožaje selbst hatte im Jahr 2011 9.567 Einwohner. Rožaje gilt auch als Zentrum der bosniakischen Gemeinschaft in Montenegro. Es gibt auch eine kleine albanische Minderheit (ca. 5 Prozent). Montenegriner stellen weniger als zwei Prozent der Bevölkerung.
| Zensus    | 1948 1 | 1953 1 | 1961   | 1971   | 1981   | 1991   | 2003   | 2011   |
| --------- | ------ | ------ | ------ | ------ | ------ | ------ | ------ | ------ |
| Einwohner | 11.047 | 12.668 | 14.700 | 16.018 | 20.227 | 22.976 | 22.693 | 22.964 |